# Provincia de Jülich-Cléveris-Berg
La provincia de Jülich-Cléveris-Berg (en alemán: Provinz Jülich-Kleve-Berg) fue una provincia del reino de Prusia de 1815-1822. La provincia fue principalmente construida a partir de los territorios de los anteriores Ducados  Unidos de Jülich-Cléveris-Berg. Su capital estaba en Colonia.

## Historia
Después de las guerras napoleónicas, el Congreso de Viena devolvió el ducado de Cléveris al reino de Prusia,  que combinó estos territorios con otras tierras renanas recuperadas de Francia (Güeldres prusiano y el Condado de Moers) y otros territorios renanos obtenidos en Viena —el antiguo ducado de Jülich y el condado de Berg junto con otras partes del electorado de Colonia, la Ciudad Hanseática Libre de Colonia y otros pequeños territorios—.
El 30 de abril de 1815, las autoridades prusianas reorganizaron los estados del reino en 10 provincias mediante el Verordnung wegen verbesserter Einrichtung der Provinzialbehörden (Regulación para el establecimiento de mejores autoridades provinciales), de las cuales Jülich-Cleves-Berg fue una de ellas. El gobierno provincial fue asentado en Colonia, siendo la provincia subdividida en los Bezirker (distritos) de Dusseldorf, Cléveris y Colonia desde el 22 de abril de 1816. El presidente provincial fue Federico, conde de Solms-Laubach. 
El 22 de junio de 1822, una orden del gabinete prusiano (en alemán: Kabinettsordre) unió la provincia con la provincia del Gran Ducado del Bajo Rin, con sede administrativa en Coblenza. Lingüísticamente estos territorios, excepto Colonia, pertenecían a los dialectos holandeses guelders y limburgués. Después de la anexión por Prusia, fueron forzados a germanizarse.